# Abeona Mons
Abeona Mons ist ein Berg auf dem Planeten Venus, der nach der römischen Göttin Abeona benannt wurde. Er hat einen Durchmesser von 375 Kilometern und liegt im „Viereck“ Themis-Regio (V-53).